# الشجن (بكيل المير)

تعديل مصدري - تعديل

الشجن هي إحدى قرى عزلة العطن بمديرية بكيل المير التابعة لمحافظة حجة، بلغ تعداد سكانها 216 نسمة حسب تعداد اليمن لعام 2004.